# Blue Café
Blue Café é uma banda polaca com influências jazz, soul e latinas. A banda foi formada em Łódź em 1998 e teve três singles de sucesso consecutivos na Polônia em 2002-2003. Eles foram nomeados na categoria de Melhor Artista polaco no MTV Europe Awards 2003, e também são conhecidos internacionalmente por sua participação no Festival Eurovisão da Canção 2004.

## Membros

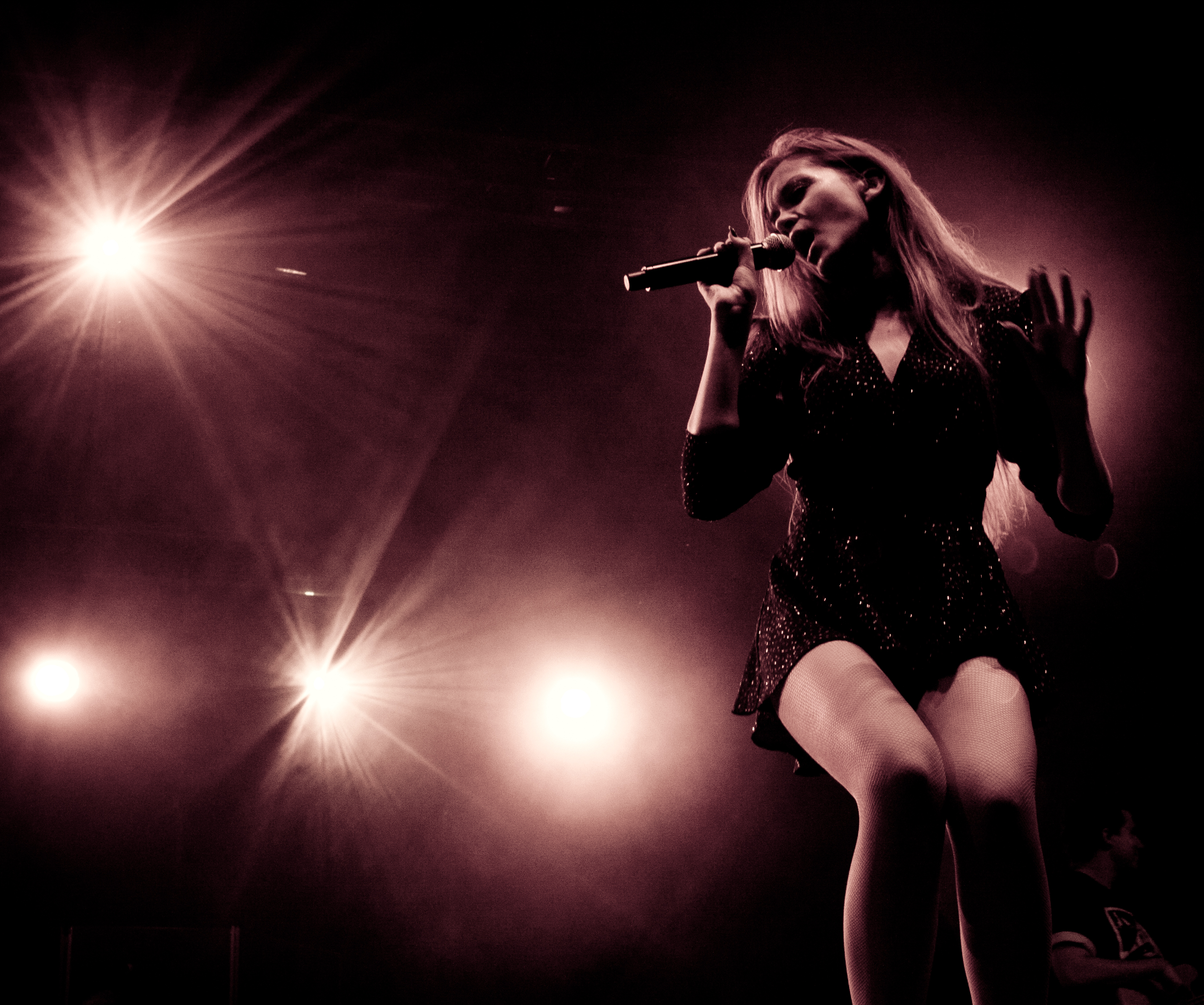
A actual vocalista Dominika Gawęda.

### Membros actuais
- Dominika Gawęda
- Paweł Rurak-Sokal
- Sebastian Kasprowicz
- Marcin Błasiak
- Łukasz Moszczyński
- Piotr Grąbkowski
- Piotr Sławiński
- Michał Niewiadomski

### Membros antigos
- Tatiana Okupnik
- Viola Danel

## Discografia

### Álbuns
- Fanaberia (2002)
- Demi-sec (2003)
- Ovosho (2006)
- Four Seasons (2008)
- DaDa (2011)

### Singles
- "Español" (2001)
- "Łap mnie bejbe" (2002)
- "I'll Be Waiting" (2002)
- "Kochamy siebie..." (2002)
- "You May Be in Love" (2003)
- "Do nieba, do piekła" (2003)
- "Love Song" (2004)
- "Złość" (2004)
- "Baby, Baby" (2006)
- "My Road" (2006)
- "Another Girl" (2007)
- "Czas nie będzie czekał" (2008)
- "Niewiele mam" (2008)
- "Girl in Red" (2008)
- "DaDa" (2011)
- "Buena" (2011) [1]
- "Noheo" (2011)
- "Wina" (2012)